# Ituero de Azaba
Ituero de Azaba is een gemeente in de Spaanse provincie Salamanca in de regio Castilië en León met een oppervlakte van 27,46 km². Ituero de Azaba telt 235 inwoners (1 januari 2016).

## Demografische ontwikkeling
Bron: INE, 1857-2011: volkstellingen